# 裏アカ
『裏アカ』（うらあか）は、2021年の日本映画。
SNSの裏アカウントを題材にした人間ドラマで、「TSUTAYA CREATORS' PROGRAM FILM 2015」で準グランプリを受賞した作品企画をもとに加藤卓哉が監督デビューした。
2020年6月12日に公開される予定だったが新型コロナウイルスの影響で延期となり、2021年4月2日に公開された。

## キャスト
- MARCH／伊藤真知子 - 瀧内公美
- ゆーと／原島努 - 神尾楓珠
- 佐伯崇 - 市川知宏
- 新堂さやか - SUMIRE
- 北村圭吾 - 田中要次
- 大衆食堂の常連客 - 神戸浩
- 大衆食堂の常連客 - 松浦祐也
- 大衆食堂の常連客 - 仁科貴
- 大衆食堂の常連客 - ふせえり

## スタッフ
- 監督：加藤卓哉
- 脚本：高田亮、加藤卓哉
- 製作：中西一雄
- 共同製作：川村英己、根本浩史、小泉裕幸、吉田尚子
- プロデューサー：遠山大輔、厨子健介、松岡周作
- ラインプロデューサー：鈴木嘉弘
- アソシエイトプロデューサー：小林麻奈実
- 撮影：池田直矢
- 照明：舘野秀樹
- 録音：秋元大輔
- 美術：神田諭
- スタイリスト：宮本茉莉
- ヘアメイク：新井はるか
- 編集：菊池智美
- 音楽：YUKI FUNAKOSHI
- 助監督：森本晶一
- 制作主任：井上純平